# Redouté (Familienname)
Redouté ist der Familienname folgender Personen:
- Antoine-Ferdinand Redouté (1756–1809), flämisch-französischer Maler
- Charles-Joseph Redouté (1715–1776), flämischer Maler
- Henri-Joseph Redouté (1766–1852), französischer Maler und Illustrator
- Jean-Jacques Redouté (1687–1762), belgischer Maler
- Pierre-Joseph Redouté (1759–1840), belgisch-französischer Maler und Botaniker